# هيلموت هوفمان
هيلموت هوفمان (بالألمانية: Helmut Hoffmann ) (و. 1956 – م) هو ممثل، وفنان ملاهي، وممثل هزلي من ألمانيا .

## روابط خارجية
- هيلموت هوفمان على موقع IMDb (الإنجليزية)